# Нейдхардт, Иоганн Георг
Иоганн Георг Не́йдхардт (Neidhardt, лат. Neidhardus; ок. 1685, Бернштадт (Нижняя Силезия) — 1 января 1739, Кёнигсберг) — немецкий теоретик музыки, органист и композитор. 
Наряду с А. Веркмейстером занимался проблемами музыкальной темперации. Среди прочих, рассчитал 3 неравномерные темперации и (одну) равномерную, которые вызывали разные «движения души» (нем. Gemüths-Bewegungen / Gemüths-Regungen). Отсюда следовали рекомендации Нейдхардта к их применению (соответственно) «для деревни», «для небольшого города», «для большого города» и, наконец, для использования «при дворе»:

При том что основной звук (sonus fundamentalis) лада становится то выше, то ниже, меняется и гармоническая триада (Trias Harmonica), из чего несомненно должно возникнуть и более чем двойное движение души. Ну, разве это не свидетельствует слишком явно в пользу равномерной темперации, которая может похвастать совершенно особой прелестью? По-моему, первая [темперация] лучше всего и в большинстве случаев годится для деревни, вторая — для городка, третья для города, а четвёртая — для двора [аристократов].— Нейдхардт. Деление гармонического канона (1724), с.20.
В более позднем трактате («Математически исчерпывающее деление... канона-монохорда», 1732) Нейдхардт вновь ограничил использование неравномерных темпераций «деревней», «городком» и «городом» (S.40). Удобства (прежде всего, возможность ладного, акустически единообразного звучания различных инструментов [включая орган] и голосов в ансамбле) и неудобства, которые несёт с собой равномерная темперация, Нейдхардт метафорически сравнил с плюсами и минусами супружества (Ehestand, S.41). Вполне осознавая её акустическое («гармоническое») несовершенство, Нейдхардт тем не менее оценивал равномерную темперацию как «полезную» и специфически «музыкальную», то есть наиболее подходящую для музыки своего времени:

Таким образом, моя равномерная темперация принадлежит к области Музыкального, непосредственно свойственного нашей музыке — я пишу с полной ответственностью "Музыкального", а не "Гармонического".— Нейдхардт. Деление... канона-монохорда (1732), с.51.
Нейдхардт — автор хоральных обработок (не изданы), многоголосных композиций на тексты псалмов, духовных песен протестантов. 

## Теоретические труды
- Наилучшая и наилегчайшая темперация монохорда (Beste und leichteste Temperatur des Monochordi). Jena, 1706.
- Деление гармонического канона, для достижения абсолютной правильности в родах мелодии (Sectio Canonis Harmonici, zur völligen Richtigkeit der Generum Modulandi). Königsberg, 1724.
- Математически исчерпывающее деление диатонико-хроматического темперированного канона-монохорда (Gäntzlich erschöpfte mathematische Abtheilungen des diatonisch-chromatischen, temperirten Canonis Monochordi). Königsberg, 1732; 2е изд., 1734; перевод на латынь 1735.
- Система диатонико-хроматического рода <...> и равномерной темперации (Systema generis diatonico-chromatici <...> atque temperamenti aequalis). Regiomonti, 1734.